# مقطوع من شجرة (مسلسل)
مقطوع من شجرة هو مسلسل درامي مغربي من تأليف عبد الحي العراقي، وكارولين لوكاردي، ومن إخراج عبد الحي العراقي سنة 2015، وبطولة كل من ياسين صواب، وزينب عبيد، وسعيد باي، وفاطمة الزهراء بناصر، ونور الدين بكر. المسلسل مستوحى من رواية بلا عائلة لهيكتور مالو، ويحكي قصة حياة الطفل المهدي، الذي تعرض للطرد من طرف عمه وزوجته، ويصور معاناته في رحلة البحث عن والديه الحقيقيين.

## القصة
يحكي المسلسل قصة الطفل الصغير المهدي الذي يتعرض للطرد من طرف عمه وزوجته وعمره 11 سنة بعد وفاة والده واكتشافه أنه لم يتربى مع والديه الحقيقيين ليواجه التشرد والعذاب وجميع أنواع المعانات في رحلته الطويلة للبحث عن والديه الحقيقيين، إلى أن يلتقي بسيدة حنونة تدعى ماما عائشة والتي عطفت عليه وقامت باحتضانه وتربيته. كما يلتقي بشخصيات مختلفة تطبع حياته وينسج معها صداقات مثل محمود عازف العود بجامع الفنا في مراكش، وكبير اللص الصغير في زقاق المدينة القديمة، وعايدة الثرية التي تعطف عليه، وهو ما بعث الأمل في نفسه نحو حياة أفضل.

## طاقم التمثيل
- ياسين صواب بدور المهدي
- زينب عبيد بدور عايشة
- سعيد باي بدور التهامي
- فاطمة الزهراء بناصر بدور مينة
- نور الدين بكر بدور أفلاطون
- محمد الرزين بدور المعلم محمود
- نسرين الراضي بدور حادة
- يحيى الفاندي بدور البشير
- عزيز ضهيور بدور كبير
- شفيق بسبيس بدور علال
- سمية أكعبون بدور زينب الإدريسي
- صفاء توواش بدور المعلمة سناء
- مجيد لكرون بدور أمين
- عمر أبو أمل بدور المحامي كريمي
- عمر عزوزي بدور المفتش سالم
- نبيل عاطف بدور سمحمد
- المهدي فولان بدور لطيف
- أنس الباز بدور حليم الإدريسي
- المهدي الوزاني بدور الحاج حسن الإدريسي
- مصطفى تاه تاه بدور الفقيه عبد الله
- محمد الحسوني بدور حميدة العرج
- سعاد العلوي بدور حليمة العرج
- محمد مروازي بدور عميد الشرطة

## وصلات خارجية
- مقطوع من شجرة على موقع IMDb (الإنجليزية)
- مقطوع من شجرة على موقع قاعدة بيانات الأفلام العربية